# Elsk mig i nat (musical)
 For alternative betydninger, se Elsk mig i nat. (Se også artikler, som begynder med Elsk mig i nat)
Elsk mig i nat er en musical efter idé af Jesper Winge Leisner. 
Forestillingen bygger over en lang række af de allerstørste hits fra 1980'erne, med manus af Ida Maria Rydén og Ina Bruhn, og instruktion af  Kenneth Kreutzmann.
Produktionen var tilknyttet et reality-tv-program udviklet i samarbejde med produktionsselskabet Blu og The One and Only Company. Programmet der blev sendt på Kanal 5, hed også Elsk mig i nat og havde til formål at finde to af hovedrollerne til forestillingen; Maja og Billy. Vinderne af konkurrencen blev  Joakim Tranberg og Marie Busk Nedergaard. Hun blev senere erstattet af en anden af finalisterne fra TV programmet: Julie Lund.
Forestillingen handler om Sui Brown – eller Susanne Bruun, der i sin tid stak af fra sit gamle band, Up Front, for at blive en stor international stjerne. Hun har sat sine gamle kammerater fra bandet i stævne på et hotel i Danmark, under påskud af at en producer i Los Angeles har købt rettighederne til deres gamle sange. I virkeligheden er Sui alvorligt syg og vil sørge for at hendes datter Maja når at møde sin far, Frederik, inden hun dør. Frederik er dog stadig vred over, at Sui skred fra ham og bandet, og er iøvrigt ikke interesseret i at blive far.
Musicalen havde urpremiere på Gasværket i 2009 og er en coproduktion mellem Østre Gasværkets Teater og det private teaterselskab The One and Only Company.
I foråret 2011 fik en svensk udgave af musicalen premiere på Chinateatern i Stockholm under navnet Leva Livet instrueret af  Philip Zandén. Handlingen og navnene på rollerne var de samme, men de danske 80'er sange blev erstattet af svenske 80'er sange.

## Forestillingens sange
|    | Sang                       | Skuespiller(e)                   |
| -- | -------------------------- | -------------------------------- |
| 1  | "Elsk mig i nat"           | Billy                            |
| 2  | "Sui Sui"                  | Iben, Frederik, Otto, Rita & Pia |
| 3  | "Ahr der"                  | Henrik, Frederik & Otto          |
| 4  | "Glor på vinduer"          | Henrik                           |
| 5  | "Den jeg elsker"           | Sui, Iben & Pia                  |
| 6  | "Midt i en drøm"           | Frederik & Maja                  |
| 7  | "Da du var min helt alene" | Otto                             |
| 8  | "Elsker dig for evigt"     | Sui                              |
| 9  | "'Uden dig"                | Rita & Henrik                    |
| 10 | "Ridder Lykke"             | Maja                             |
| 11 | "Dig & Mig"                | Otto & Iben                      |
| 12 | Medley:                    |                                  |
| A  | "Jonathan"                 | Ensemble                         |
| B  | "Afrika"                   | Ensemble                         |
| C  | "Bag duggede ruder"        | Ensemble                         |
| D  | "Vilde kaniner"            | Ensemble                         |
| E  | "Mine øjne de skal se"     | Sui, Ensemble                    |

|    | Sang                          | Skuespiller(e)  |
| -- | ----------------------------- | --------------- |
| 13 | "Jeg vil la' lyset brænde"    | Billy, Ensemble |
| 14 | "Indianer"                    | Iben            |
| 15 | "Hele verden fra forstanden"  | Sui & Rita      |
| 16 | "Voodoo om natten"            | Frederik & Otto |
| 17 | "Det er ikke det du siger"    | Maja & Sui      |
| 18 | "Magi i luften"               | Rita & Henrik   |
| 19 | "Efterår"                     | Pia & Maja      |
| 20 | "Sig du ka' li' mig"          | Iben & Otto     |
| 21 | "Jeg ved det godt"            | Frederik        |
| 22 | "Venus"                       | Billy & Maja    |
| 23 | "Du er"                       | Frederik & Maja |
| 24 | "Stiile før storm (Suis død)" | Sui, Ensemble   |
| 25 | "Elsk mig i nat"              | Ensemble        |

## Medvirkende Østre Gasværk 2009
| Skuespiller                   | Rolle    |
| ----------------------------- | -------- |
| Szhirley                      | Sui      |
| Jimmy Jørgensen               | Frederik |
| Mille Dinesen                 | Pia      |
| Charlotte Fich                | Ritta    |
| Caspar Phillipson             | Henrik   |
| Maria Lucia Heiberg Rosenberg | Iben     |
| Troels Thorsen                | Otto     |
| Marie Busk Nedergaard         | Maja     |
| Joakim Tranberg               | Billy    |

## Medvirkende Musikhuset Aarhus 2010
| Skuespiller                    | Rolle    |
| ------------------------------ | -------- |
| Szhirley                       | Sui      |
| Jimmy Jørgensen / Joachim Knop | Frederik |
| Annette Heick                  | Pia      |
| Nastja Arcel                   | Ritta    |
| Caspar Phillipson              | Henrik   |
| Maria Lucia Heiberg Rosenberg  | Iben     |
| Frank Thiel                    | Otto     |
| Marie Busk Nedergaard          | Maja     |
| Joakim Tranberg                | Billy    |

## Medvirkende Tivolis Koncertsal 2010
| Skuespiller                   | Rolle    |
| ----------------------------- | -------- |
| Szhirley                      | Sui      |
| Joachim Knop                  | Frederik |
| Annette Heick                 | Pia      |
| Nastja Arcel                  | Rita     |
| Caspar Phillipson             | Henrik   |
| Maria Lucia Heiberg Rosenberg | Iben     |
| Frank Thiel                   | Otto     |
| Marie Busk Nedergaard         | Maja     |
| Joakim Tranberg               | Billy    |

## Medvirkende Tivolis Koncertsal 2011
| Skuespiller      | Rolle    |
| ---------------- | -------- |
| Szhirley         | Sui      |
| Jimmy Jørgensen  | Frederik |
| Annette Heick    | Pia      |
| Charlotte Fich   | Ritta    |
| Henrik Launbjerg | Henrik   |
| Rikke Hvidbjerg  | Iben     |
| Troels Thorsen   | Otto     |
| Julie Lund       | Maja     |
| Joakim Tranberg  | Billy    |

## Medvirkende Musikhuset Aarhus 2012
| Skuespiller                   | Rolle    |
| ----------------------------- | -------- |
| Szhirley                      | Sui      |
| Jimmy Jørgensen               | Frederik |
| Annette Heick                 | Pia      |
| Charlotte Fich                | Ritta    |
| Henrik Launbjerg              | Henrik   |
| Maria Lucia Heiberg Rosenberg | Iben     |
| Troels Thorsen                | Otto     |
| Julie Lund                    | Maja     |
| Joakim Tranberg               | Billy    |

| Musik | Spire Denne musikartikel er en spire som bør udbygges. Du er velkommen til at hjælpe Wikipedia ved at udvide den. |